# Tyran quiquivi
Pitangus sulphuratus
Genre
Espèce
Statut de conservation UICN

 LC  : Préoccupation mineure

Le Tyran quiquivi (Pitangus sulphuratus) est une espèce de passereau de la famille des Tyrannidae. C'est la seule espèce du genre Pitangus. Le nom latin de genre Pitangus vient de pitanguá, nom donné à l'oiseau par les Amérindiens Tupis. C'est un des oiseaux les plus populaires du Brésil et de la Guyane où il occupe les villes et les jardins du littoral.

## Description
L'oiseau mesure environ 22 ou 23 cm. Sa poitrine et son ventre sont jaune vif. Cet oiseau porte un bandeau blanc au-dessus de l'œil. Il ne présente pas de dimorphisme sexuel.

## Chant
Son chant trisyllabique permet de l'identifier facilement. Il est aussi à l'origine de son nom vernaculaire dans bien des langues : bem-te-vi (Brésil), kiskadi (Portugal), kiskadee (en anglais). Son chant peut toutefois être bisyllabique ou monosyllabique.  Écouter le chant
Les chants varient suivant les régions ce qui peut expliquer la variation des noms donnés localement à l'espèce.
C'est l'un des oiseaux néotropicaux qui chante en premier le matin.

## Répartition
Son aire s'étend à travers l'Amérique latine.

## Reproduction

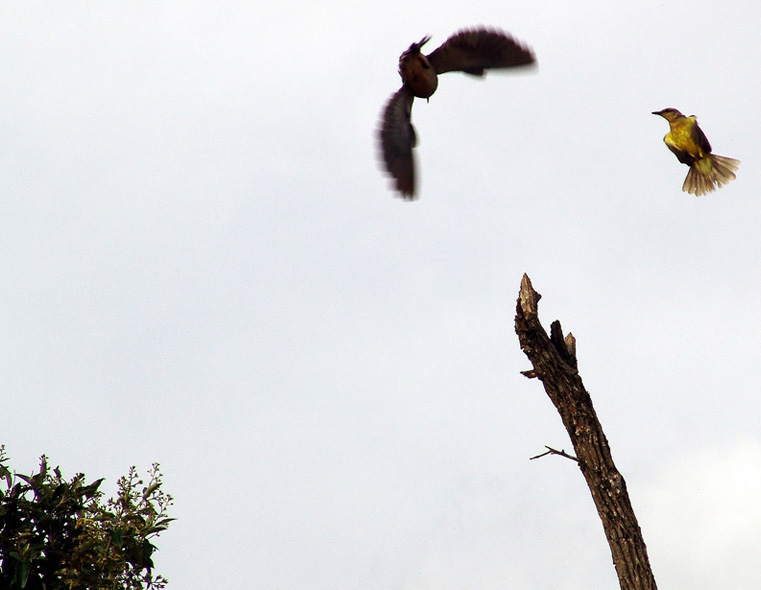
un tyran quiquivi assaillant un faucon

Le nid est fait de paille et de brindilles sur les branches d'arbres touffus. Dans les zones urbaines, l'oiseau peut utiliser aussi du papier, du fil ou du plastique et nicher dans les cavités des poteaux électriques. Sa forme est sphérique (25 cm de diamètre) avec l'entrée dans la partie supérieure.
La femelle pond environ 4 œufs blancs et allongés qui jaunissent rapidement. Le couple assume la couvaison.
L'espèce est monogame. Le territoire est vigoureusement défendu pendant la période de nidification. Il est fréquent de les voir faire des piqués sur les oiseaux de proie.

## Alimentation
Son alimentation est variée.

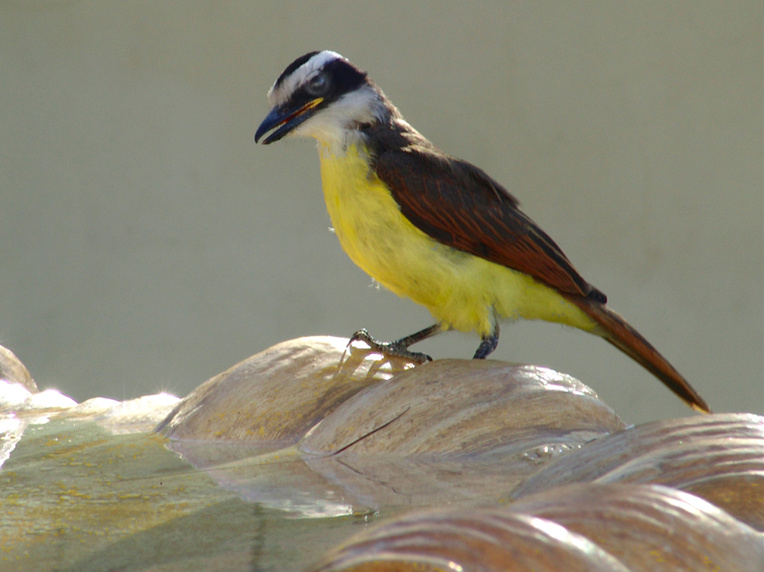
un tyran quiquivi se désaltérant

L'oiseau peut consommer des centaines d'insectes par jour mais aussi des fruits (bananes, papayes, pommes, oranges, cerises de Cayenne...), des œufs d'autres oiseaux, des vers, de petits serpents, des lézards, des crustacés, des alevins des rivières et des lacs peu profonds. Il se nourrit également des parasites (tiques) des bovins. C'est aussi un prédateur des abeilles pouvant nuire à l'apiculture. Bien qu'il soit plus fréquent de le voir capturer des insectes au sol, il peut aussi les attraper en vol. Il attaque aussi le nid d'autres oiseaux comme le Sucrier à ventre jaune (Coereba flaveola).
Il joue un rôle important dans la dispersion des semences.

## Mouvements
Dans certaines régions il lui arrive de migrer.

## Espèce voisine
Une espèce proche, Philohydor lictor, a parfois été placée dans le genre Pitangus. Elle est à présent dans le genre Philohydor selon la classification de référence (version 3.5) du Congrès ornithologique international et le genre Pitangus reste ainsi monospécifique.

## Sous-espèces
D'après Alan P. Peterson, cette espèce est constituée des 10 sous-espèces suivantes :
- Pitangus sulphuratus argentinus ;
- Pitangus sulphuratus bolivianus ;
- Pitangus sulphuratus caucensis ;
- Pitangus sulphuratus derbianus ;
- Pitangus sulphuratus guatimalensis ;
- Pitangus sulphuratus maximiliani ;
- Pitangus sulphuratus rufipennis ;
- Pitangus sulphuratus sulphuratus ;
- Pitangus sulphuratus texanus ;
- Pitangus sulphuratus trinitatis.

## Source
- Groupe d'étude et de protection des oiseaux en Guyane (2003) Portraits d'oiseaux guyanais. Ibis Rouge Editions, Guyane, Guadeloupe, Martinique, Paris, Réunion, 479 p.